# Ağaçaltı, Varto
Ağaçaltı là một xã thuộc huyện Varto, tỉnh Muş, Thổ Nhĩ Kỳ. Dân số thời điểm năm 2011 là 164 người.